# Imelda Felicita Ximenes Belo

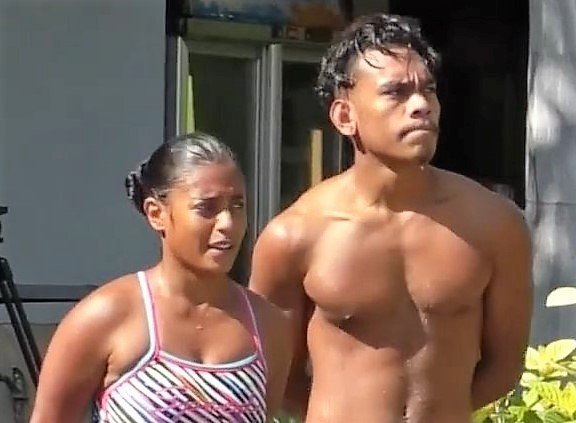
Imelda Felicita Ximenes Belo und José João Viegas da Silva (2021)

Imelda Felicita Ximenes Belo (* 24. Oktober 1998) ist eine Schwimmerin aus Osttimor.
Belo stammt aus Baucau. Hier begann sie mit 14 Jahren ihr Schwimmtraining im Pool der Pousada de Baucau, der auch weiterhin als Trainingsbecken für die Schwimmathleten der Stadt dient. Wenn sie nicht den Pool nutzen konnte, trainierte sie im Meer, in dem sie von Krokodilen bedroht war.
Als Mitglied der Schwimmnationalmannschaft nahm sie erstmals bei den Schwimmweltmeisterschaften 2017 in Budapest teil, wo sie in zwei Wettbewerben jeweils auf den hinteren Plätzen landete: über 50 m Freistil auf Platz 82 und auf 100 m Freistil auf Platz 78. Bei den Kurzbahnweltmeisterschaften 2018 in Hangzhou kam Belo bei den 100 m Freistil auf Platz 94. Bei den Asienspielen 2018 landete sie über 200 m Freistil als 24. auf den letzten Platz. Über 100 m Freistil erreichte Belo Platz 25 von 27 Startern.
Bei den Schwimmweltmeisterschaften 2019 in Gwangju startete Belo im Freistil über 50 m (Platz 95) und 100 m (Platz 91).
Belo nahm an den Olympischen Sommerspielen 2020 in Tokio für Osttimor teil. Während der Eröffnungsfeier war sie gemeinsam mit dem Leichtathleten Felisberto de Deus die Fahnenträgerin ihrer Nation. Beim ersten Lauf in 50 Meter Freistil schwamm Belo mit 34,13 Sekunden ihre persönliche Bestmarke und lag damit vor den Schwimmerinnen Haneen Ibrahim aus dem  Sudan und Odrine Kaze aus Burundi. Bei den Olympischen Sommerspielen 2024 in Paris trat Belo über 50 Meter Freistil an. Mit einer Zeit von 32,48 s landete sie schließlich auf Platz 71 von 79 Teilnehmern.
Viermal die Woche gibt Belo Kindern in Osttimor Schwimmunterricht.